# Camino al amor
Camino al amor es una telenovela argentina coproducida por L.C. Acción Producciones y Telefe Contenidos. Se estrenó el lunes 26 de mayo de 2014, a las 22:00hs por la pantalla de Telefe. Protagonizada por Sebastián Estevanez, Carina Zampini y Juan Darthés. Coprotagonizada por Mariano Martínez  Benito Fierro y Eugenia Suárez. Antagonizada por Sofía Reca, Roberto Vallejos, Leticia Brédice, Mariano Argento, Josefina Scaglione, Matías Desiderio y el primer actor Raúl Taibo. También, contó con las actuaciones especiales de Eva de Dominici y los primeros actores Rodolfo Bebán, Betiana Blum, Tina Serrano y Silvia Kutika. Y la presentación de Sol Estevanez.

## Sinopsis
Rocco Colucci (Sebastián Estevanez), radicado en México, tiene un negocio de actividades turísticas, "Rocco Turismo", en el hotel Paradisus Cancún. Celebra sus bodas con Guadalupe (Sofía Reca), quién se desempeña en el cargo de Jefe de Recepción, y quien tiene una hija, Wendy, pero en realidad ella no es su madre, puesto que se la robó cuando tenía apenas unos días.
Durante la boda, celebrada en el gazebo del hotel, recibe el llamado de su hermana Gina (Sol Estevanez), comunicándole el infarto que sufrió su padre, Armando (Rodolfo Bebán), con quien Rocco mantiene un distanciamiento desde que descubrió la doble vida que éste mantenía con Lili (Silvia Kutika), la hermana de la mejor amiga de su madre, que se suicidó tras haberse enterado de la traición de su marido.
Rocco viaja a Buenos Aires, colmado de contradicciones, especialmente respecto de quien fuera el gran amor de su vida, Malena Menéndez (Carina Zampini), sobrina de Lili, a quien él abandonó por considerarla erróneamente, cómplice de la infidelidad que desató el suicidio de su madre. Malena, en este tiempo, se ha casado con Fernando (Matías Desiderio), con quien tuvo un hijo, Tomás. Pero Fernando huyó hace ocho meses de sus vidas, por deudas de juego que contrajo y lo llevaron a sufrir amenazas. El reencuentro entre Rocco y Malena no tardará en tener lugar, para que redescubran ambos, la pasión que entre ellos sigue viva. 
Vitto (Mariano Martínez), es el hijo menor de una relación extramatrimonial que vivió Armando Colucci con Lili. Es un tipo mujeriego que trabaja en la empresa de mudanzas. Se enamorará de Pía (María Eugenia Suárez), una joven de clase alta, en conflicto con su padre, que aparecerá accidentalmente en su vida.
Por otro lado, Ángel (Juan Darthés) es hijo de Amanda (Betiana Blum), es un tipo de buenos sentimientos que es taxista de oficio, cantante de vocación, y “casi médico” de profesión. Ángel se encontrará con Gina, con quien vivirá un amor apasionado, esta relación tendrá un trasfondo muy fuerte.

## Grabación internacional
Las escenas de México fueron grabadas en Cancún, donde se contó con el apoyo de la Oficina de Visitantes y Convenciones de Cancún y del Hotel Paradisus Cancún Resort, de la cadena hotelera Meliã Hotels International.
El Chofer de Gerencia, Antonio Torres Ávila, se encargó de interpretar al Sacerdote que los casó en el Hotel.

## Elenco
- Sebastián Estevanez como Rocco Colucci
- Mariano Martínez como Vitto Colucci
- Nicolás Benítez  como Francisco Martinez / Benito Fierro
- Juan Darthés como Ángel Rossi / Ángel Colucci
- Carina Zampini como Malena Menéndez
- Eugenia Suárez como María Pía Arriaga
- Sol Estevanez como Gina Colucci / Gina Levin
- Betiana Blum como Amanda Rossi
- Silvia Kutika como Liliana "Lili" Suárez
- Sofía Reca como Guadalupe "Lupe" Alcorta
- Rodolfo Bebán como Armando Colucci
- Tina Serrano como Nelly Menéndez
- Héctor Calori como Benjamín Levin
- Roberto Vallejos como Camilo Guevara
- Eva De Dominici como Valentina Rossi / Valentina Colucci
- Pablo Martínez como Polo Gaetán
- Matías Desiderio como Fernando Aguirre
- Josefina Scaglione como Florencia Ríos
- Mariano Argento como Alfonso Arriaga
- Hernán Estevanez como El Mencho
- Fernanda Metilli como Marilina
- Alejandro Porro como Tomás Aguirre
- Narella Clausen como Wendy Nieves
- Martina Gusmán como Vanesa De La Guarda
- Raúl Taibo como Agustín De La Guarda
- Leticia Brédice como Guillermina Dubois
- Esteban Prol como Pedro Oberti
- Adrián Navarro como Manuel
- Fabio Di Tomaso como Bautista
- Lucas Velasco como Gabriel "Gabo" Sánchez[7]
- Chachi Telescto como Juliana "Chuni" Mendoza
- Turco Naim como Jorge "Delirio" Tremes
- Pepe Novoa como Montesino
- Valentina Godfrid como Cinthia
- Antonio Torres Ávila como El Sacerdote en Paradisus Cancún